# Proutiana cacoctenes
Proutiana cacoctenes är en fjärilsart som beskrevs av Louis Beethoven Prout 1917. Proutiana cacoctenes ingår i släktet Proutiana och familjen mätare. Inga underarter finns listade i Catalogue of Life.